# Let a Boy Cry
Let a Boy Cry è un brano dance cantato da Gala e scritto da quest'ultima in collaborazione con Filippo Andrea Carmeni e Maurizio Molella. Il singolo, messo in commercio nel gennaio 1997, ottiene un'enorme popolarità anche al di fuori del circuito dance, e scala le classifiche di diversi paesi in Europa.

## Tracce
1. Let A Boy Cry (Edit Mix) 3:20
2. Let A Boy Cry (Full Vocals Mix) 5:06
3. Let A Boy Cry (The Glittering Mix) 7:16

## Classifiche
| Chart (1997) | Peak position |
| ------------ | ------------- |
| Francia      | 1             |
| Regno Unito  | 11            |
| Belgio       | 1             |
| Svizzera     | 23            |
| Italia       | 1             |
| Olanda       | 11            |
| Spagna       | 1             |
| Grecia       | 7             |
| Israele      | 2             |